# 譚惠珠
譚惠珠，大紫荊勳賢，GBS，CBE，JP（1945年11月2日－），籍貫廣東中山小欖鎮永寧鄉，生於香港，前港區全國人大代表、全國人民代表大會香港特別行政區基本法委員會副主任（副部級官員）、民建聯黨員。80年代，譚惠珠曾經同時擔任行政局議員、立法局議員、市政局議員及區議員，是香港歷史上惟一的「四料議員」。她於早年任議員時，立場曾傾向港英政府一方，但自她被揭發涉嫌利益衝突而辭任交通諮詢委員會主席，及後香港逐漸臨近主權移交之際，成為支持中國政府的一員至今。

## 學歷
譚惠珠曾就讀荷李活道警察小學，1958年畢業於聖保羅男女中學附屬小學下午校，其後就讀聖保羅男女中學。她於1963年中文部中五畢業且與香港中文大學中國語言及文學系榮休教授張洪年為同屆同學。她於1965年在聖保羅男女中學完成中七預科課程，與兒科醫生麥海雄及前香港考試及評核局顧爾言為同屆同學。1973年獲倫敦大學榮譽法學士學位，後獲英國格雷氏法律學院法學士學位和檢定大律師資格。1989年獲香港中文大學法學榮譽博士學位。

## 政治團體及公職
譚惠珠於1977年創立香港警察隊員佐級協會，於1985年創立香港勵進會、於1991年加入自民聯，後成為副主席，1997年隨自民聯合併加入港進聯，續任副主席。於2005年，港進聯再被合併至現時的民建聯。

## 爭議

### 早年言論
香港殖民地時期，譚惠珠曾予人民主及開明的印象：
1. 1980年1月5日，譚惠珠在《公安條例》修訂草擬的公開論壇中表示，民眾集會只要證明未有動亂的可能性，就不能算是非法集會，以放寬公眾表達意見的權利，主張限制警權。[13]
2. 1984年12月5日，行政立法兩局非官守議員代表團與時任英國首相柴契爾夫人會面，譚惠珠對基本法與中華人民共和國憲法不相容的問題表達擔憂，尤其是香港「人權保障」的問題，強調需要確保香港的生活方式與自由維持不變。
3. 1986年9月10日，譚惠珠以行政局議員身份會見戴卓爾夫人，其中一項議題是討論如何確保基本法如實反映聯合聲明所涵蓋的內容。她指出，中英聯合聲明充滿灰色地帶，很多條文並沒有清楚訂定。當中尤為困難的是，基本法和中國法律的關係不明。故此，屆時誰掌控基本法釋法權便變得相當重要，究竟是香港法庭，還是中國法庭？ [14]

### 利益衝突及干預新聞自由
1990年7月，《壹週刊》第十七期揭發譚惠珠身為交通諮詢委員會主席，竟然擁有從事的士牌炒賣活動的「先達的士公司」多達五分之一的股份，而且未有申報該利益，由於譚惠珠的交諮會公職不但可以左右香港交通政策的制定，包括是否凍結發出新的士牌，並且可以比普羅大眾及一般商人更早得知政府對公共交通包括的士行業的取態，而她卻隱瞞利益衝突炒賣的士牌，事件涉及嚴重利益衝突，其後無綫新聞在《新聞透視》跟進報導，譚惠珠卻欲蓋彌彰向無綫電視主席邵逸夫投訴，企圖向新聞部施壓，干預新聞自由令香港記者協會關注。
炒賣的士牌事件成為譚惠珠政治生涯的轉捩點。譚惠珠自1970年代中期加入政壇，因其開明及親民的作風，得到港英政府重用並委任多項公職，隱瞞利益炒的士牌東窗事發後，港英政府自此不再起用譚惠珠。1991年，譚惠珠不再獲委任為行政局議員、立法局議員及交通諮詢委員會主席，並因誠信破產而一度被迫淡出政壇。
1992年3月，譚惠珠被中國政府委任為港事顧問而復出，自此言行變得極親中共，她在1980年代反對解放軍在主權移交後進駐香港，又積極爭取由香港政府審批單程證，但她因隱瞞利益衝突炒的士牌而被港英政府棄用後，便採取與過往完全相反的立場，並得到中國政府重用，被認為是香港政壇「變色龍」之中的代表人物。2002年，《基本法》第二十三條立法，過程引起香港各界反彈，條文被指是針對民主派，譚惠珠更說：「反對的人，不配做中國公民」，對此番言論，已故香港民主派元老司徒華曾在《且看看譚惠珠的昨天》一文中提及，曾為「四料議員」及太平紳士的譚惠珠，過去五次宣誓效忠英女皇，任職基本法起草委員會期間，在一些會議中代表為英國一方發言。2013年，譚惠珠獲頒授大紫荊勳章，民主派立法會議員李卓人批評，譚惠珠是政治投機分子，不站在香港人的立場說過半句話：「回歸前親英鬧中國政府、回歸後幫中共打壓香港人。」譚惠珠出任公職期間亦積極參與炒賣物業，包括在銅鑼灣炒賣地舖，《東周刊》在2011年8月報導譚惠珠的財產最少4億港元。

### 敬言仁基金捐款風波
由警察員佐級協會創會會長譚惠珠牽頭成立、支援受佔領行動期間執勤警員及家屬的「敬言仁基金」，為因毆打曾健超而入獄兩年的7名警員籌款上訴，有16名演藝界人士和機構合資捐出7,777,777元，當中包括江湖人物，惹來外界議論，認為警方若接受這筆捐款會影響執法形象。2017年3月7日，譚惠珠接受港台訪問時透露，已經「懇辭」其中3筆來自演藝界的捐款，但不肯透露對方身份和金額。

### 鼓吹鎮壓示威者
2019年6月至8月期間，譚惠珠於反對修訂逃犯條例運動中不斷聲言支持中國政府出動解放軍來鎮壓參與示威的香港市民。

### 否認香港三權分立
譚惠珠曾於2020年指，香港並非實行外國的三權分立，她認為認為三權分立是法庭審案時的原則，不是香港政治架構設定的基礎。後來媒體找到譚惠珠1984年任立法局議員時，曾稱維持香港安定與繁榮有賴三權分立的政治架構。

## 榮譽
- 1981年：香港十大傑出青年
- 1982年：非官守太平紳士
- 1998年：金紫荊星章
- 2013年：大紫荊勳章